# Mrinalini Sarabhai
Mrinalini Vikram Sarabhai, née le 11 mai 1918, morte le 21 janvier 2016, est une danseuse, une chorégraphe et une pédagogue indienne. Auteure de plusieurs publications, elle a surtout fondé et dirigé une académie des arts de la scène, la Darpana Academy of Performing Arts, formant en danse, théâtre, musique et marionnettes, dans la ville d'Ahmedabad. Elle a reçu de nombreux prix et distinctions pour ses contributions artistiques, et a formé des milliers d’élèves au bharata natyam et au kathakali.

## Biographie
Mrinalini Sarabhai est née dans l’État du Kerala le 11 mai 1918, au sein d’une famille aristocratique, fille de Subbarama Swaminathan, un avocat qui pratiquait le droit pénal à la Haute Cour de Madras, et de Ammu Swaminathan (en), une militante pour l'indépendance . Elle passe son enfance en Suisse, où elle a reçoit ses premières leçons sur le mouvement, la danse et la musique à l'institut créé et animé par Émile Jaques-Dalcroze (il y enseigne une rythmique qui aura une influence sur plusieurs créateurs de la danse moderne occidentale),. Elle poursuit ses études en Inde, à Santiniketan, sous la direction de Rabindranath Tagore. C’est là que se constitue sa vocation. Elle se rend ensuite brièvement aux États-Unis où elle s'inscrit à l'American Academy of Dramatic Arts. De retour en Inde, elle commence sa formation à une forme de danse classique du sud de l'Inde, le bharata natyam sous la direction de Meenakshi Sundaram Pillai et au kathakali sous la houlette du  Guru Kunchu Kurup.

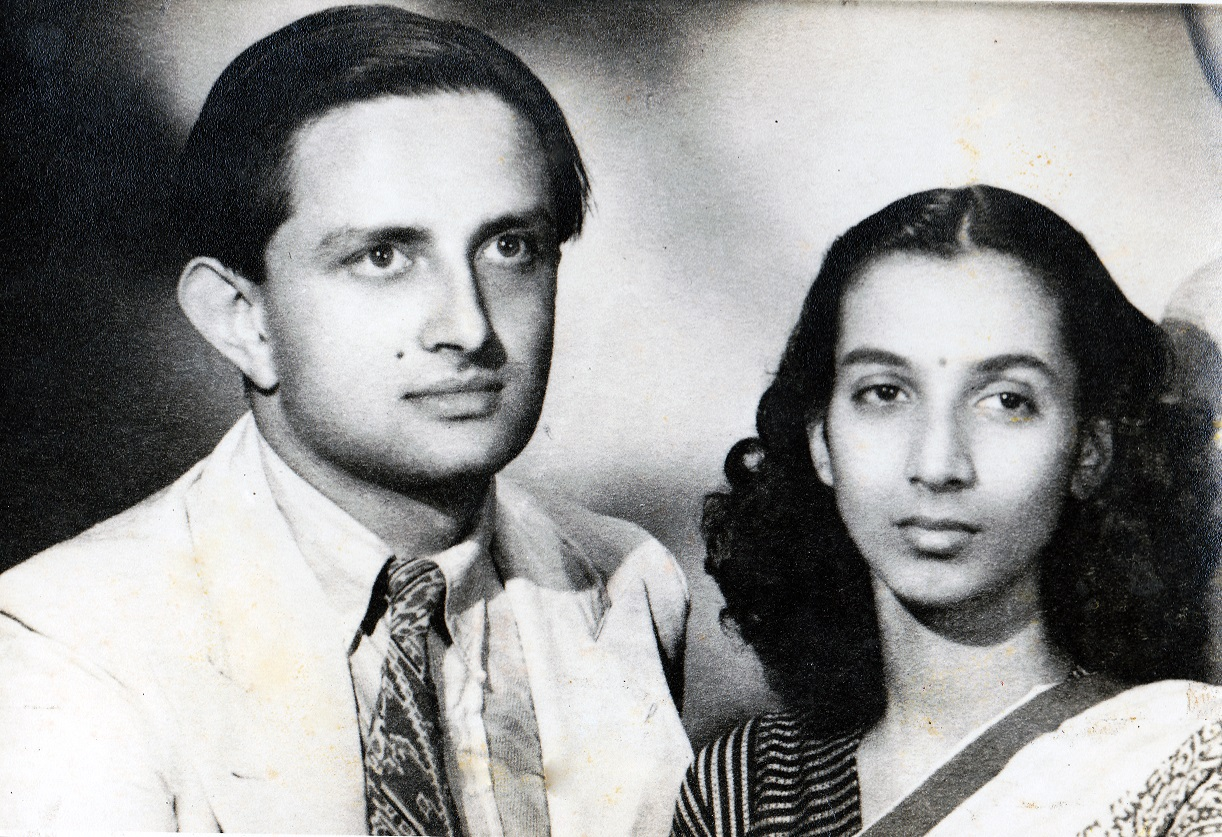
Vikram et Mrinalini Sarabhai, vers 1948

Elle épouse en 1942 le physicien indien Vikram Sarabhai. En 1947, l’Inde devient indépendante, dans un processus rendu sensible du fait de la partition de l’ancien empire colonial britannique des Indes. Mrinalini Sarabhai fonde en 1948 l’académie Darpana des arts de la scène à Ahmedabad. Elle va y former des milliers élèves au bharata natyam et au kathakali, et y accueillir de nombreux créateurs. Un an plus tard, en mars 1949, elle se produit en France au Théâtre national de Chaillot, à Paris.
Elle crée des centaines de chorégraphies. Elle s’attache à donner constamment dans ses pièces une représentation digne des femmes, et montre par les thèmes qu’elle aborde une forte sensibilité sur des sujets touchant l’évolution de la société indienne. Une de ses œuvres aborde ainsi les atrocités commises contre la classe des intouchables, et, dans une autre, elle dénonce les assassinats de jeunes épouses n’ayant pas apporté une dot suffisante à leur mari. Elle évoque à plusieurs reprises le thème de la nécessaire préservation de la nature,. Elle écrit également des romans, poèmes, pièces de théâtre et histoires pour enfants. 
Elle s’implique également au sein de la Société de développement de l'artisanat et des métiers à tisser. Elle est l'une des administratrices du Sarvodaya International Trust, une organisation de promotion des idéaux gandhiens, et devient présidente de la Nehru Foundation for Development (NFD), fondée par son mari en 1965 (mais Vikram Sarabhai meurt dès 1971).
Elle est admise à l'hôpital le 20 janvier 2016 et meurt le lendemain à l'âge de 97 ans,.

## Famille
Sa mère Ammu Swaminathan était une femme politique reconnue et une grande combattante pour l’indépendance de l’Inde. Sa sœur aînée, le lieutenant-colonel Lakshmi Sehgal, a servi dans l’Armée indienne de Subhash Chandra Bose, dirigeant d’un mouvement indépendantiste pendant la Seconde Guerre mondiale. Son fils Kartikeya Sarabhai est notamment le fondateur du Centre indien d’éducation environnementale. Sa fille Mallika Sarabhai est une danseuse célèbre, une militante (s’insurgeant en particulier contre les violences envers la communauté musulmane) et une actrice (qui a interprété entre autres le personnage de Draupadi dans Le Mahabharata de Peter Brook).

## Autobiographie
- Mrinalini Sarabhai, The Voice of the Heart : An Autobiography, HarperCollins Publishers Indiap, 2004, 316 p. (ISBN 978-81-7223-475-1).

## Autres publications (sélection)
- 1967 : Indian Dancing, for the Young
- 1977 : This Alone is True (roman)
- 1981 : Understanding Bharata natyam
- 1992 : Staging a Sanskrit Classic : Bhasa's Vision of Vasavadatta, en collaboration avec John Dietrich Mitchell